# DKW SS 350

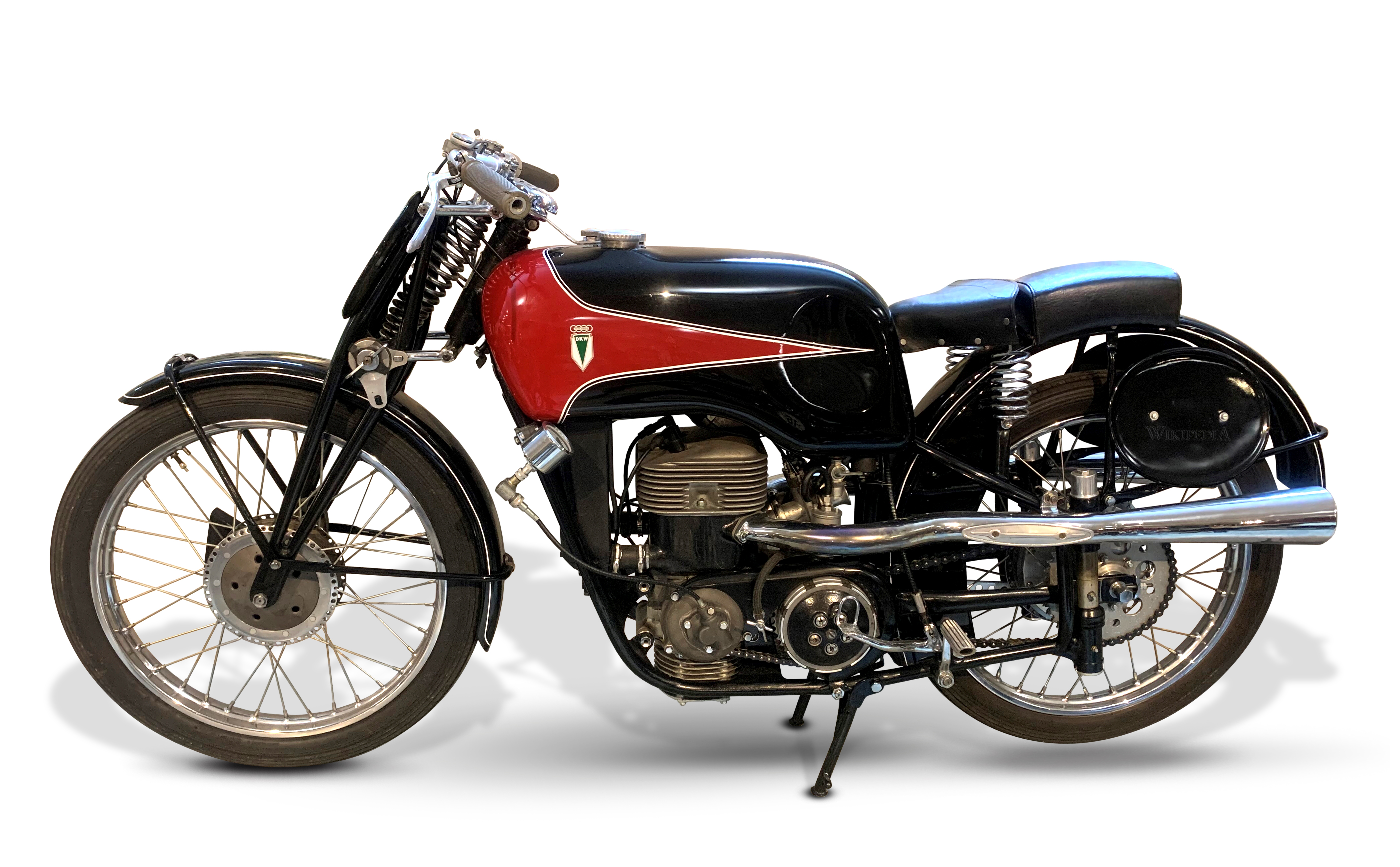
DKW SS 350 (Baujahr 1939) im Museum für sächsische Fahrzeuge in Chemnitz

Die DKW SS 350 (SS = Supersport) ist ein Rennmotorrad, das die Auto Union AG im DKW-Stammwerk Zschopau von 1939 bis 1942 baute.

## Geschichte und Technik

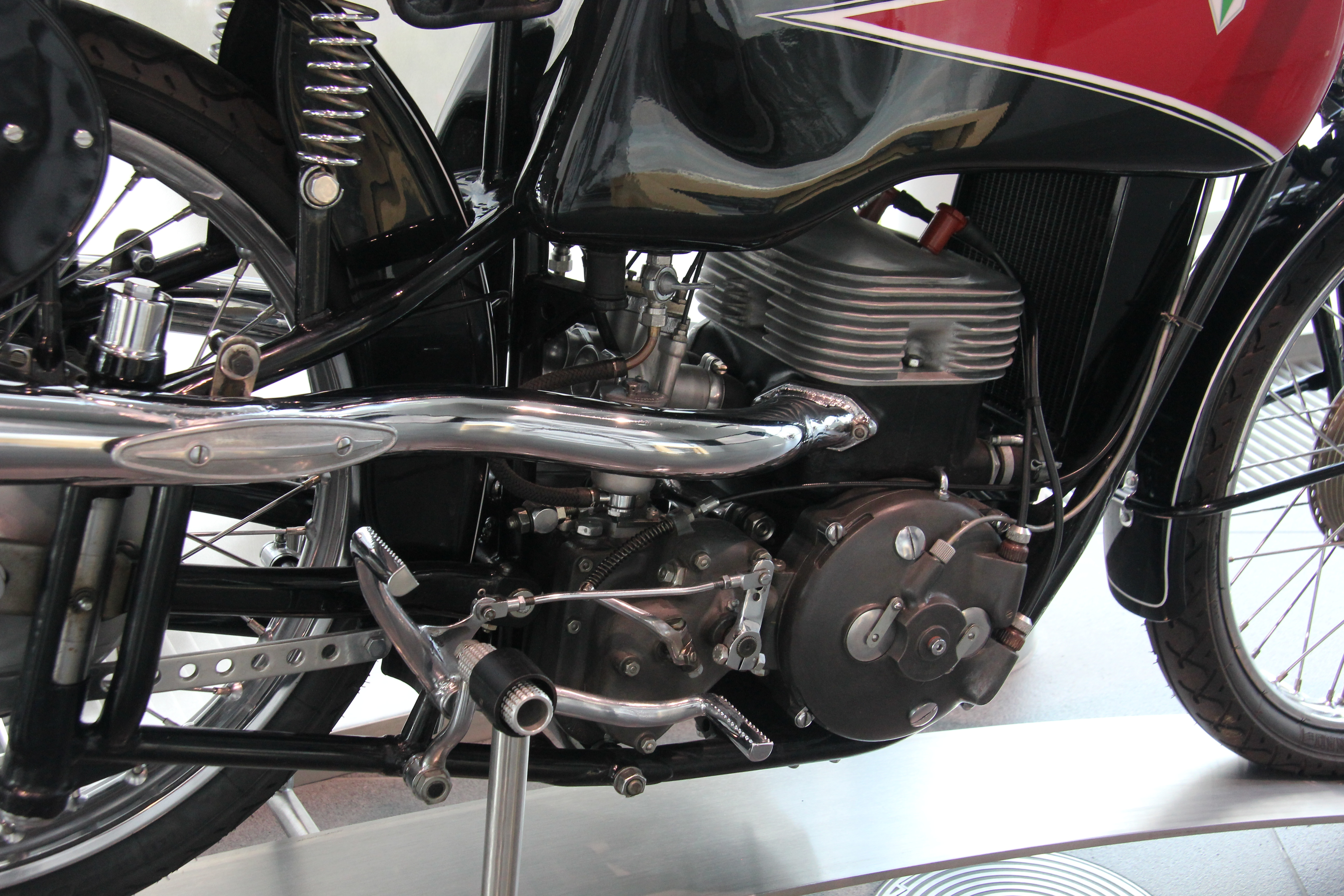
Detailansicht des Antriebs (Generatorseite)

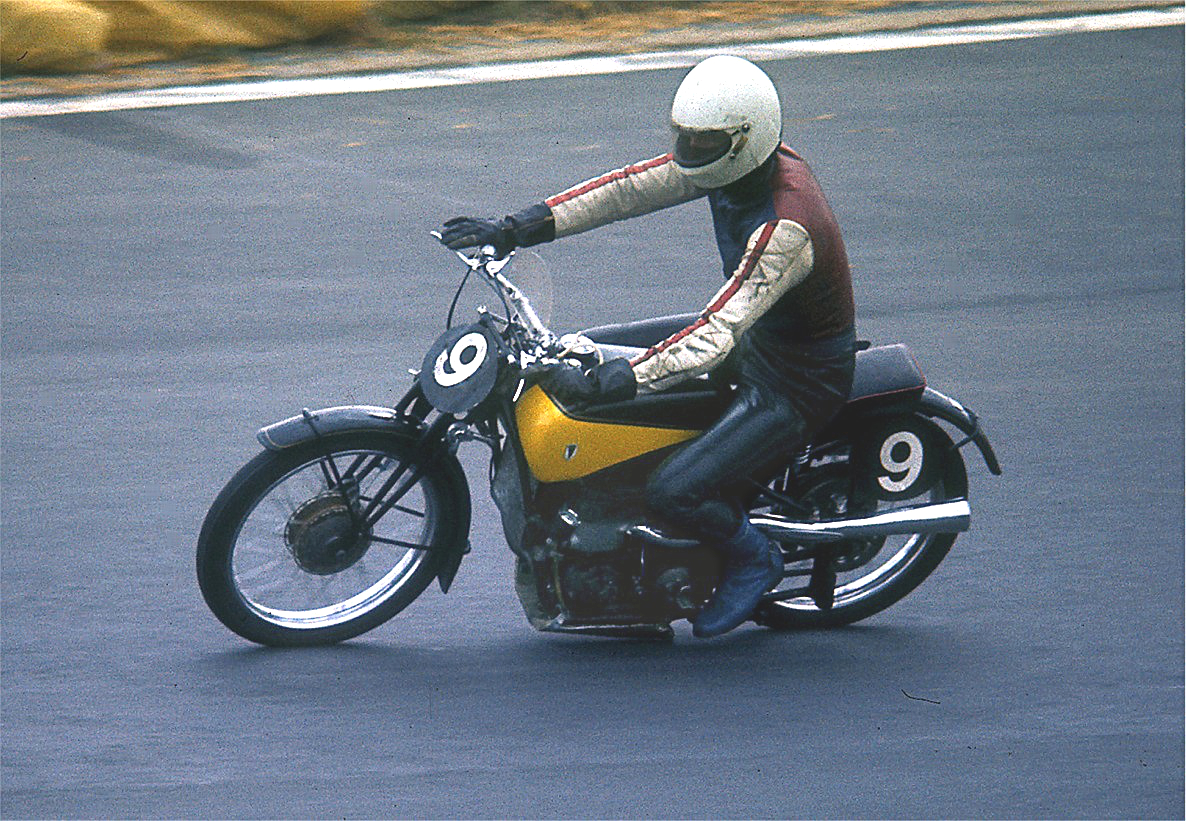
Christian Krackowizer auf DKW SS 350 beim Oldtimer-Grand-Prix 1977 auf dem Nürburgring

Hinsichtlich Rahmen griff man auf die Erfahrungen des Schwestermodells DKW SS 250 zurück und baute auch die SS 350 mit einem Doppelschleifenrohrrahmen. Der Motor ist ein Zweizylinder-Zweitaktmotor mit Doppelkolben nach dem System des Schweizer Ingenieurs Arnold Zoller. Er hat eine Thermosiphonkühlung (Wasserkühlung ohne Pumpe) und zur Leistungssteigerung eine Kolbenladepumpe. Die Ladepumpe ist unter den stehenden Zylindern unter dem Kurbelgehäuse angeordnet und steigerte mit ihrem Kolben das Ansaugvolumen. Kolbenober- und Unterseite arbeiten für jeweils einen Zylinder. Das Pleuel dieses Hilfskolbens war auf einem Exzenter neben dem mittleren Zapfen der Kurbelwelle gelagert. Mit der Ladepumpe stieg folglich auch der Kraftstoffverbrauch, was einen voluminösen Tank für den Renneinsatz erforderlich machte.
Für die Werksrennfahrer waren Rahmen, Vorderbau, Tank und Kotflügel der Maschinen ab Werk in Silbergrau lackiert und die beiden Tankseiten zierte ein langgezogenes, grünes Dreieck. Auch um eine Unterscheidung bei Rennsportveranstaltungen für die Mechaniker zu schaffen, erhielten die Modelle für Privatfahrer eine einheitlich schwarze Lackierung mit rotem Tankdreieck.
Zwischen 1939 und 1942 wurden 22 Stück der SS 350 produziert. Einige DKW SS 350 wie auch etliche der DKW SS 250 von 1939 überdauerten den Krieg und wurden von 1947 bis 1950 wieder in Rennen gefahren.
| DKW SS 350            | DKW SS 350                                                                  |
| --------------------- | --------------------------------------------------------------------------- |
| Motor                 | Zweizylinder-Zweitakt-Doppelkolbenmotor mit 180° Kurbelversatz              |
| Ladungswechsel        | Gleichstromspülung                                                          |
| Motoraufladung        | Kolbenladepumpe, doppelt wirkend                                            |
| Hubraum               | 350 cm³                                                                     |
| Bohrung × Hub         | (2 × 39,5) × 68,5 mm Ladepumpe: 100 × 40 mm                                 |
| Nennleistung          | 32 PS (23,5 kW) bei 6250/min                                                |
| Vergaser              | 2× Amal Rennvergaser 15 TT 35 RR                                            |
| Schmierung            | Zweitaktgemisch 1 : 15–18 (als Kraftstoff empfohlen: Benzin-Benzol 50 : 50) |
| Zündung               | Schwungradmagnetzündung                                                     |
| Kühlung               | Thermosiphon                                                                |
| Getriebe              | 4-Gang-Spezialgetriebe, getrennt eingebaut                                  |
| Rahmenbauart          | Doppelschleifen-Rohrrahmen                                                  |
| Länge                 | 2015 mm                                                                     |
| Radstand              | 1380 mm                                                                     |
| Sitzhöhe              | 760 mm                                                                      |
| Radaufhängung vorn    | Parallelogrammgabel mit Schraubenfeder, Stoß- und Lenkungsdämpfer           |
| Radaufhängung hinten  | Schwinggabel                                                                |
| Bremsen vorn/hinten   | Vollnabenbremse                                                             |
| Leergewicht           | 145 kg                                                                      |
| Höchstgeschwindigkeit | 140 km/h                                                                    |
| Tankinhalt            | ca. 25 l                                                                    |